# Stralsunder Rathaus
Das Stralsunder Rathaus im Stadtgebiet Altstadt der Stadt Stralsund ist ein im Stil der norddeutschen Backsteingotik errichtetes Gebäude, dessen Baubeginn auf die Jahre 1300–1310 zurückreicht. Stetige Erweiterungs- und Umbauten sorgten bis zum 19. Jahrhundert für einen architektonischen Stilmix. Das Gebäude am Alten Markt gilt als einer der bedeutendsten Profanbauten des Ostseeraums und ist zugleich ein Wahrzeichen Stralsunds. Es steht im Kernbereich des von der UNESCO als Weltkulturerbe anerkannten Kulturgutes Historische Altstädte Stralsund und Wismar. In der Liste der Baudenkmale in Stralsund ist es mit der Nummer 10 eingetragen.

## Geschichte
Die Anfänge dieses Gebäudes reichen bis zum Beginn des 13. Jahrhunderts zurück; etwa um 1230 wurde mit einem Urbau begonnen. Bauvorlage für den Ratskeller mit Rippengewölbe war der Kampische Hof in Stralsund. Die Zisterziensermönche hatten diesen eleganten Baustil nach der Christianisierung in den Europäischen Norden gebracht. Nach 1280 kam dieser Baustil nicht mehr zur Anwendung. Der Ratskeller Stralsund entstand als einheitlicher Lagerraum mit 1400 Quadratmetern und ist somit der größte zusammenhängende Keller in Nordeuropa. Kaufleute und Ratsherren brachten die Waren mittels Rutschen in den Keller vom Alten Markt. Später deponierten Händler Tuche und Wein, sogar aus Mâcon (Frankreich). Stralsund erhielt im Jahr 1234 das Stadtrecht. Erste Einträge im Stadtbuch sind zwischen 1271 und 1278 datiert, sie betreffen teilweise Vermietungen des Rathauskellers.
Zunächst diente das Gebäude als Tuchehaus für teure Tuche aus Belgien und als Kaufhaus (kophus). Das ist in den Flügelbauten dokumentiert.
Im Laufe des 14. Jahrhunderts erfuhr das Stralsunder Rathaus mehrere bedeutende Erweiterungen. Bis 1340 wurde das Gebäude im Norden und im Süden um Sitzungsräume für den Rat der Stadt, einen großen Saal sowie die Schaufassade im Jahre 1444 zum nördlich gelegenen Alten Markt hin ergänzt. Die Fassade war reich geschmückt mit Figuren sowie mit Wappen der 1316 besiegten Fürsten Erich von Lüneburg, Guntzel von Wittenberg, Albrecht von Obersachsen, von Dannenberg und zwei weiterer. Die vom Alten Markt aus erreichbare Halle beherbergte Fleischbänke sowie den lübischen Baum, eine städtische Gerichtslaube.
Die Beratungsräume waren bis ins 16. Jahrhundert nur über eine Wendeltreppe mit quadratischem Grundriss, die neben dem östlichen Seitenflügel vom Keller bis in den Ratssaal in der ersten Etage führte, sowie von der Südseite erreichbar. 1579 ließen die Ratsherren anstelle des ursprünglichen Aufgangs eine steinerne Treppe im Stil der Renaissance an der Nordseite des Westflügels einbauen. Eine hölzerne Treppe führte dann weiter bis ins Dachgeschoss. Ein Stadtbrand am 12. Juni 1680 zerstörte große Teile des Gebäudes, so den hölzernen Dachstuhl. Das mit Kupfer und Schiefer gedeckte Dach stürzte komplett ein und wurde durch ein mit Ziegeln gedecktes Dach ersetzt. Die Giebeldreiecke im Süden bekamen ein querliegendes Satteldach, im Innenhof wurde eine hölzerne Galerie auf vierzehn Säulen im barocken Stil errichtet.
Untersuchungen ab 1730 ergaben, dass das mittlerweile 400-jährige Bauwerk erhebliche Schäden aufwies. Die Ratsherren beschlossen Umbauten und Reparaturen. Dabei erhielt auch die westliche Seite des Gebäudes ihr barockes Aussehen und das Prunkportal zur Ossenreyerstraße wurde eingefügt; die Schaufassade wurde bis 1750 verputzt, die Kupferschilde in den Giebelöffnungen entfernt. Nach einem Brand bei der Zulagenkammer am 2. Dezember 1782, der keine größeren Schäden anrichtete, veröffentlichte der Rat umfangreiche Brandschutzvorschriften. 1799 wurde der Putz für 606 Reichstaler erneuert.

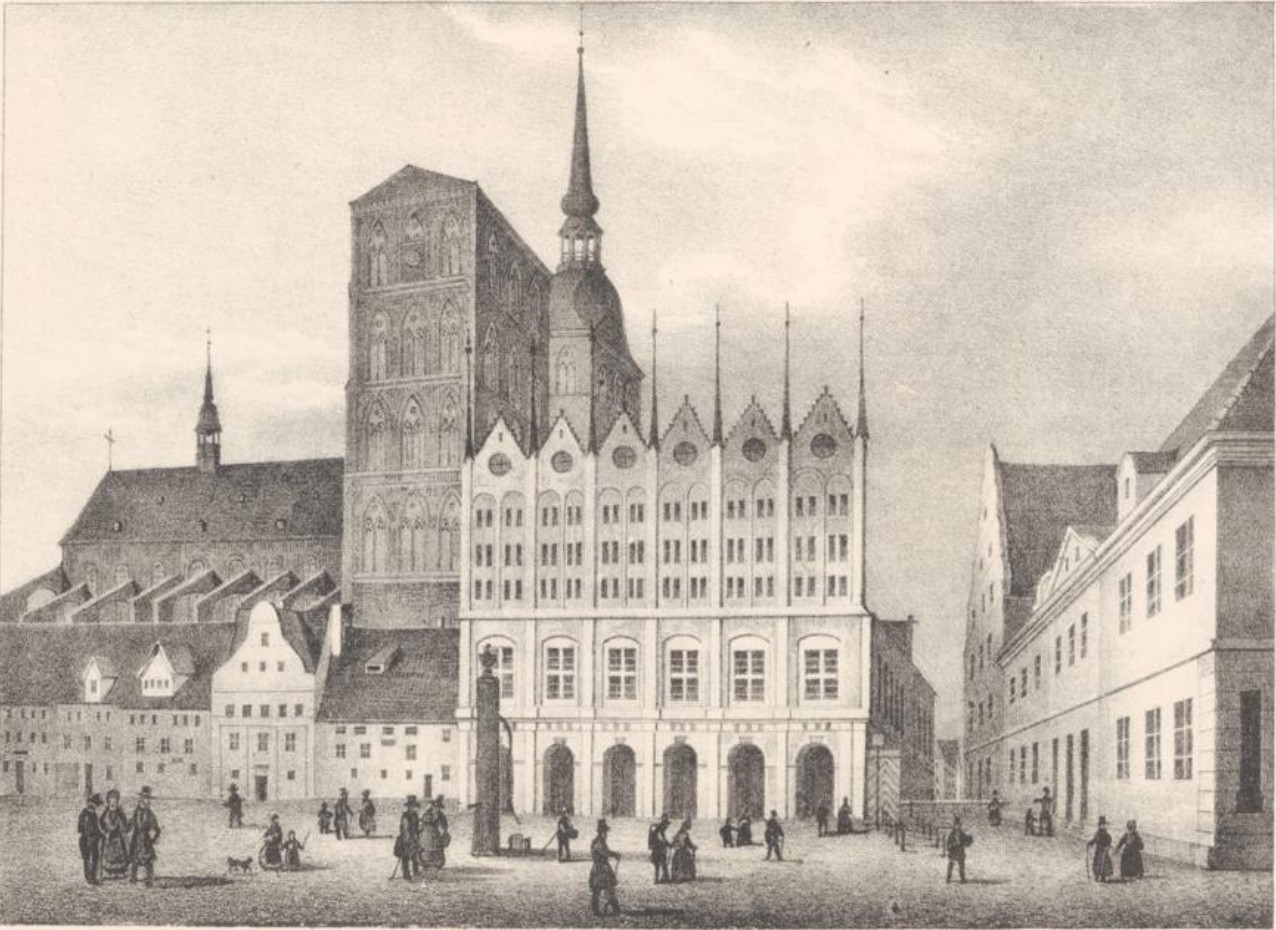
Rathaus zu Stralsund 1842, Lithographie von Heinrich Wilhelm Teichgräber

In die südöstlichen Räume im Obergeschoss zog im Jahr 1822 die Ratsbibliothek ein; am Ende des 19. Jahrhunderts zog sie um in die Badenstraße. Im Jahr 1859 eröffnete im Ostflügel des Rathauses das Provinzialmuseum für Neuvorpommern und Rügen, wo es 65 Jahre blieb.
Ab 1881 nahm Ernst von Haselberg im Auftrag des Rates der Stadt umfangreiche Umbauten vor. Von der Schaufassade wurde der Putz entfernt und unter Verwendung von Ziegeln des 19. Jahrhunderts die Backsteinfassade im Stil der Neugotik verblendet.

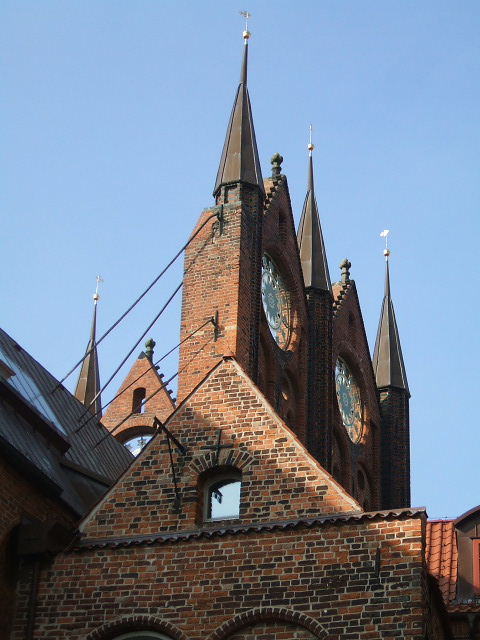
Detail des Schaugiebels

Die Rundbögen, die Säulen zwischen den Giebeln, die Gesimse und die Saalfenster der Fassade wurden umgebaut und verstärkt. Die Giebelöffnungen erhielten als Schmuck Sternscheiben und über den Fenstern des Löwenschen Saals wurden die Wappen der Hansestädte Bremen, Lüneburg, Hamburg, Lübeck, Wismar, Rostock, Stralsund und Greifswald angebracht.
Zum Ende des 19. Jahrhunderts befanden sich im Erdgeschoss des Rathauses im nördlichen Ostflügel die Nachtwache, das Depot der Feuerwehr und eine Polizeiwache mit sechs Gefängniszellen sowie südlich des Buttergang genannten Ost-West-Durchgangs ein Polizeikommissariat, auch den Nordflügel nutzte die Polizei, zudem waren hier das Meldebüro und das Büro der Armenpflege untergebracht. Im Westflügel befanden sich zu ebener Erde im Südteil das Standesamt, eine Polizeidirektion und die Sparkasse. Das Obergeschoss beherbergte im Nordflügel den Löwenschen Saal, die Ratsstube, den Kollegiensaal und einen Verbindungsraum. Daran schlossen sich die im Westflügel befindlichen Kanzleiräume sowie die Räume des Bürgermeisters, der Kämmerei und des Stadtbauamtes an. Den Ostflügel nahmen die Sammlungen des Museums ein.
1897 stürzte nach Bauarbeiten ein Teil des Kellergewölbes ein. Bei den daraufhin eingeleiteten Sicherungsmaßnahmen, die bis 1904 andauerte, erhielten vor allem die Bauelemente des Kellergewölbes eine bauliche Verstärkung. Die Renaissancetreppe wurde im Jahr 1915 verlängert, weitere Baumaßnahmen 1937 durchgeführt.

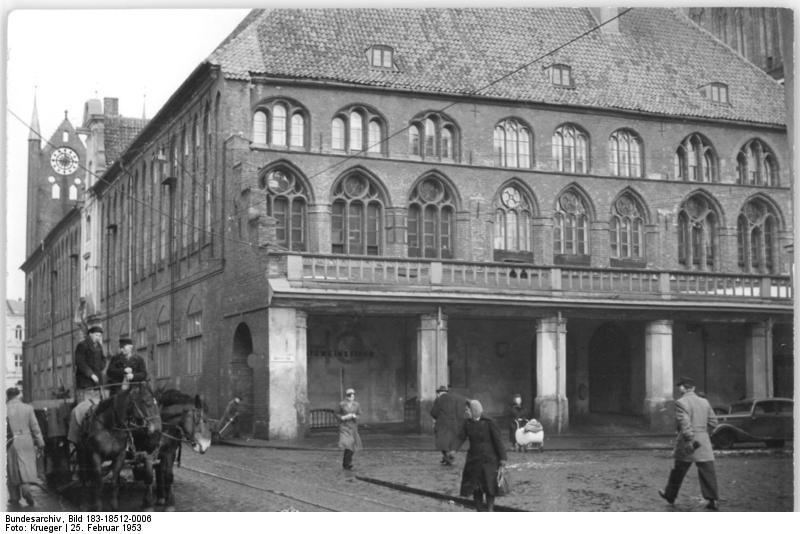
Teil des Rathauses im Jahr 1953

Zu Beginn der 1980er Jahre begannen neue Sanierungsmaßnahmen, wozu eine zeitweilige Baustellenüberdachung erfolgte. Die Bauteile des Nord-Süd-Durchgangs wurden restauriert und die Galerie teilweise erneuert, alles zusammen erhielt Anfang der 1990er nun ein dauerhaftes Glasdach.

## Architektur

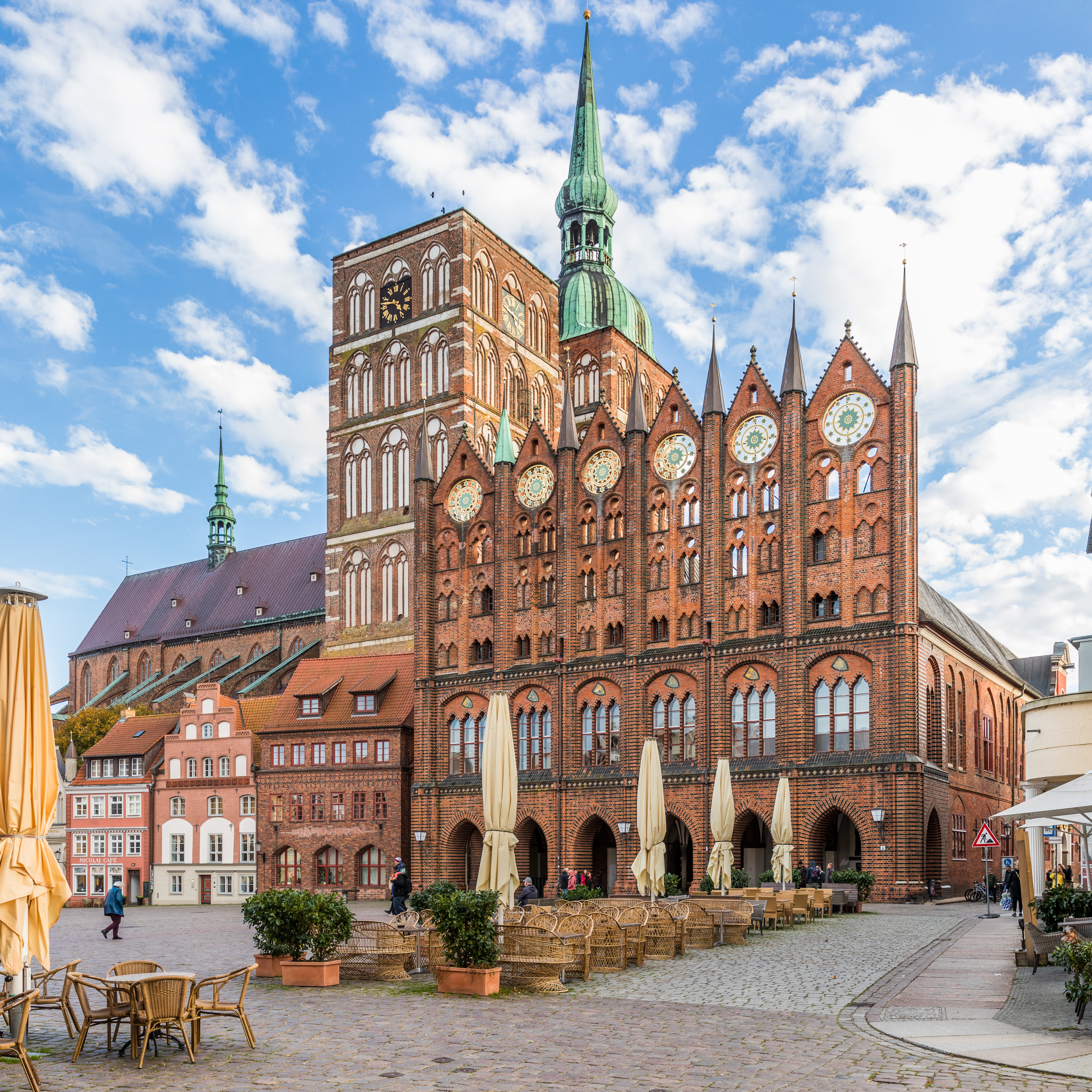
Nikolaikirche und Rathaus vom Alten Markt gesehen

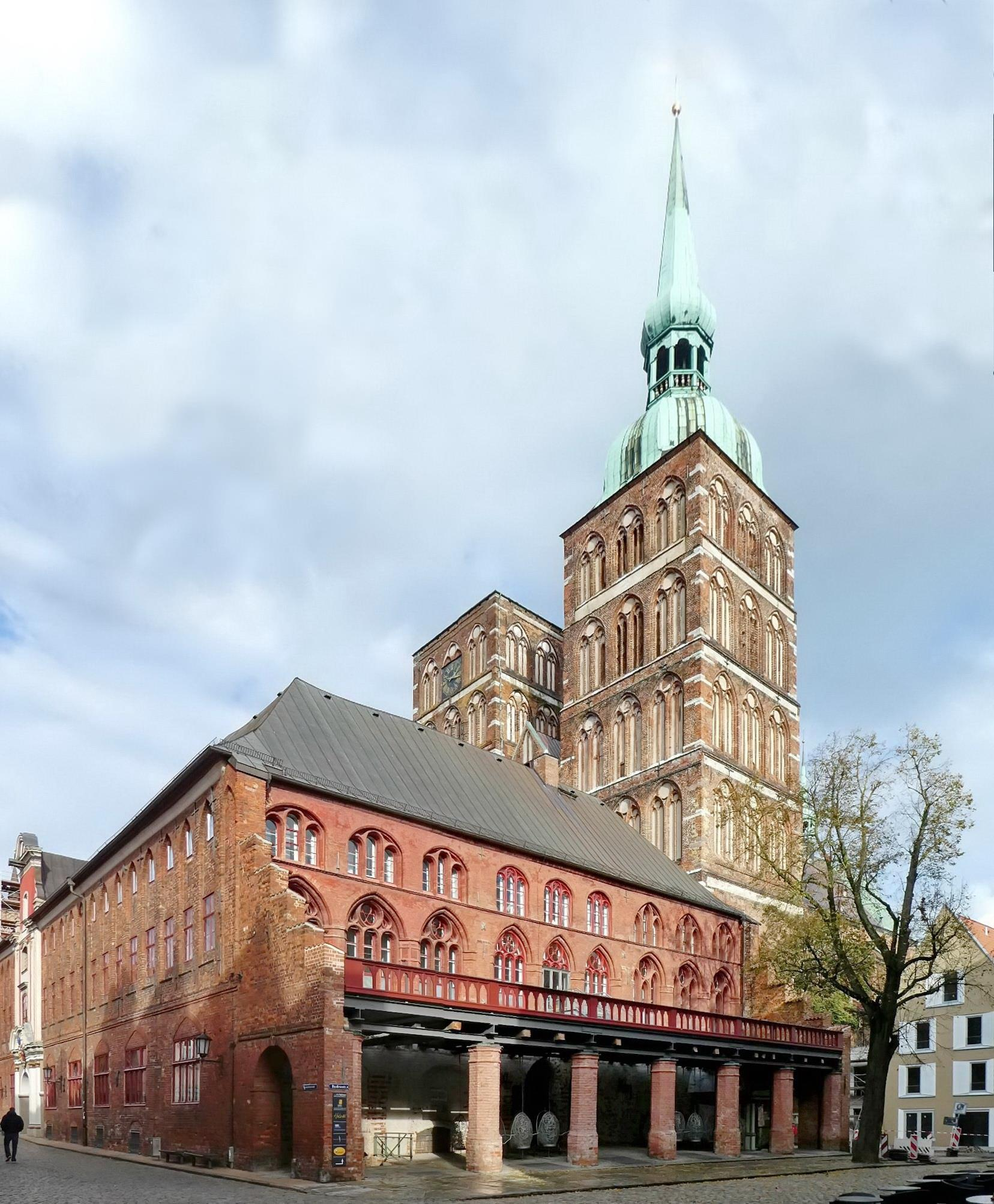
Südseite

### Überblick
Die Basis des Verwaltungsgebäudes ist ein Vier-Flügel-Bauwerk, im Erdgeschoss mit Kantenlängen von 30 und 70 m. In Nord-Süd-Richtung sowie in Ost-West-Richtung verlaufen Durchgänge; letzterer (Buttergang – hier wurde Butter feilgeboten) führt zum Westportal der St.-Nikolai-Kirche. Das Kaufhaus verfügte im Erdgeschoss über 40 Ladengeschäfte, die schrittweise zugemauert oder umfunktioniert worden waren. Zwei niedrige Dachböden und ein großer Keller dienten als Lagerflächen.

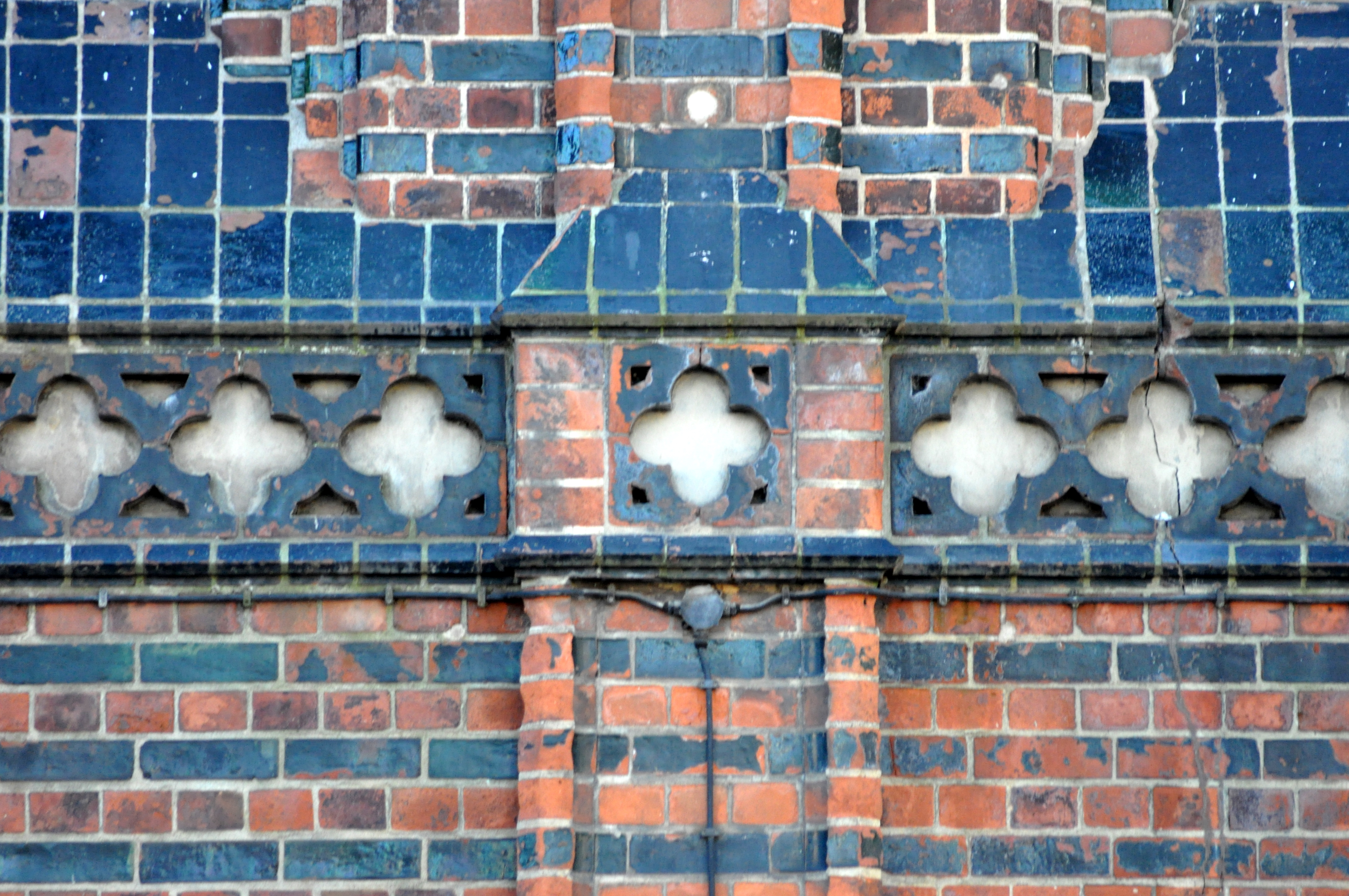
Mauerwerksdetail

In der Hauptbauzeit im 14. Jahrhundert hatten die Bauleute zu Verzierungen rot, blau und grün glasierte und mit Profilkanten ausgestattete Backsteine verwendet. An mehreren Stellen des Gebäudes ist dies sichtbar.
Eine der unverstärkten Kalksteinsäulen ist auf der Seite zum Alten Markt erhalten.
Im Giebel des Ost-West-Durchgangs, an der Ossenreyerstraße befindet sich ein auffällig gestaltetes Stadtwappen aus der Zeit der Besetzung durch die Schweden.
In den 1990er Jahren und auch in den ersten Jahren dieses Jahrtausends erfuhr das Stralsunder Rathaus eine weitere schrittweise umfassende Sanierung.

### Löwenscher Saal

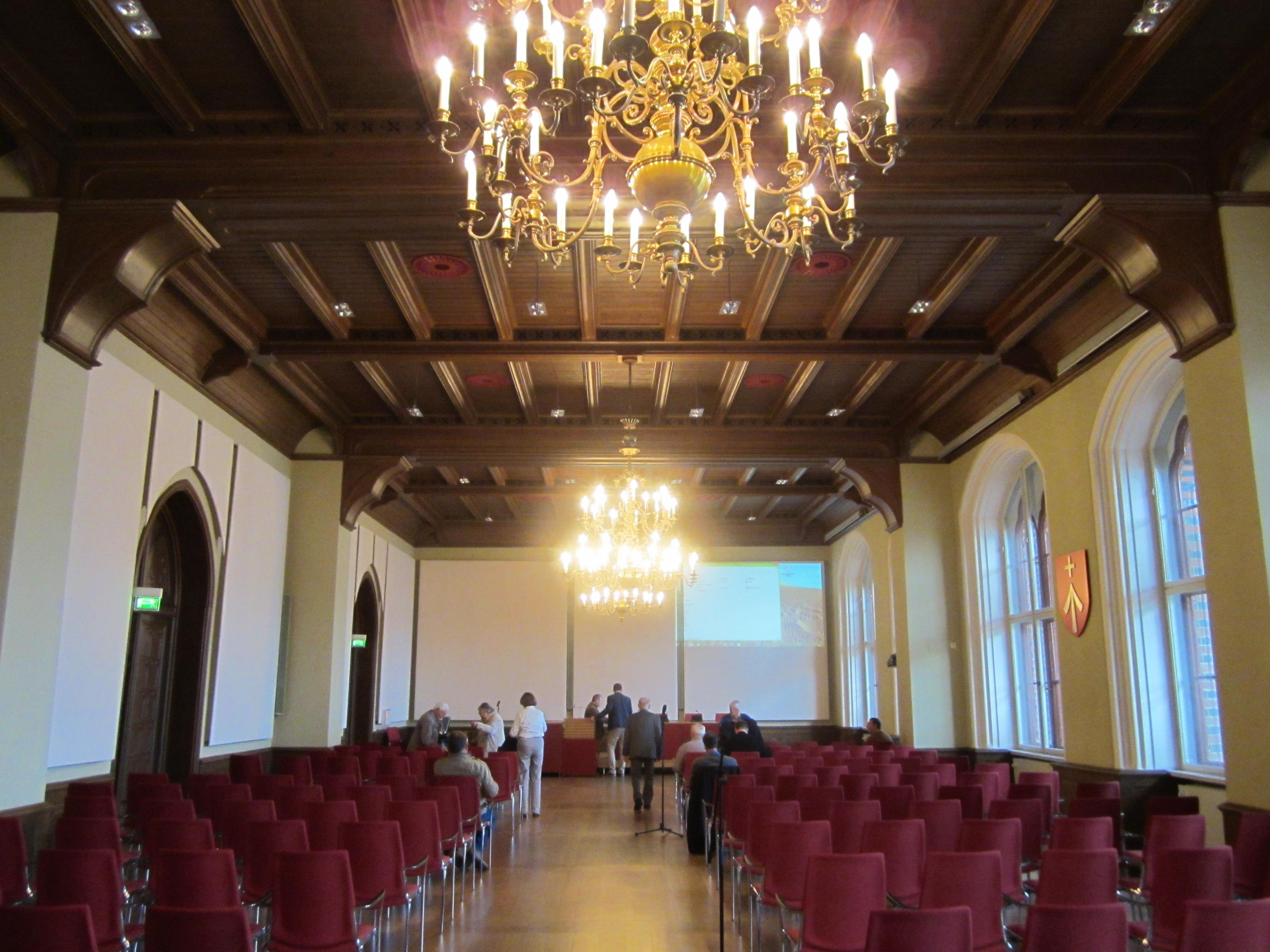
Blick in den Löwenschen Saal

Im großen Saal zur Nordseite, mit Fenstern zum Alten Markt, wurden 1752 die Säulen entfernt und durch Flachbögen ersetzt. Die Wände wurden getäfelt.
Der Saal wird nach dem schwedischen Generalgouverneur Axel von Löwen der Löwensche Saal genannt. Löwen brachte mit Zustimmung seine Sammlung von Büchern und Kunstgegenständen in diesem großen Saal des Rathauses unter und vermachte sie in seinem Testament 1761 der Stadt Stralsund; sie sollten jedermann frei zugänglich sein. Die gegenständlichen Sammlungsobjekte bildeten 1859 den Grundstock des Provinzialmuseums für Neuvorpommern und Rügen; die Büchersammlung befindet sie sich als Sonderbestand im Stralsunder Stadtarchiv.
Zur Umgestaltung des Löwenschen Saales wurde 1960 ein Wettbewerb initiiert.

### Ratskeller
Der Ratskeller Stralsund diente dem Rat der Stadt als Weinlagerstätte für teure Weine, auch aus Frankreich. Der Ratskeller wurde als Weinkeller auf Rechnung der Stadt geführt, ab 1757 wurde er verpachtet, wobei der Pächter zur Zahlung der Pacht und zur Lieferung des Luthertranks am Tag der Heiligen Drei Könige an den Rat verpflichtet war. Der Trank wurde zu Martini angesetzt; er bestand aus Rheinwein, Zucker und Gewürzen. In heutiger Zeit wird der Ratskeller Stralsund zu Weihnachten geöffnet, ansonsten ist er für die Öffentlichkeit nicht zugänglich.

### Durchgang

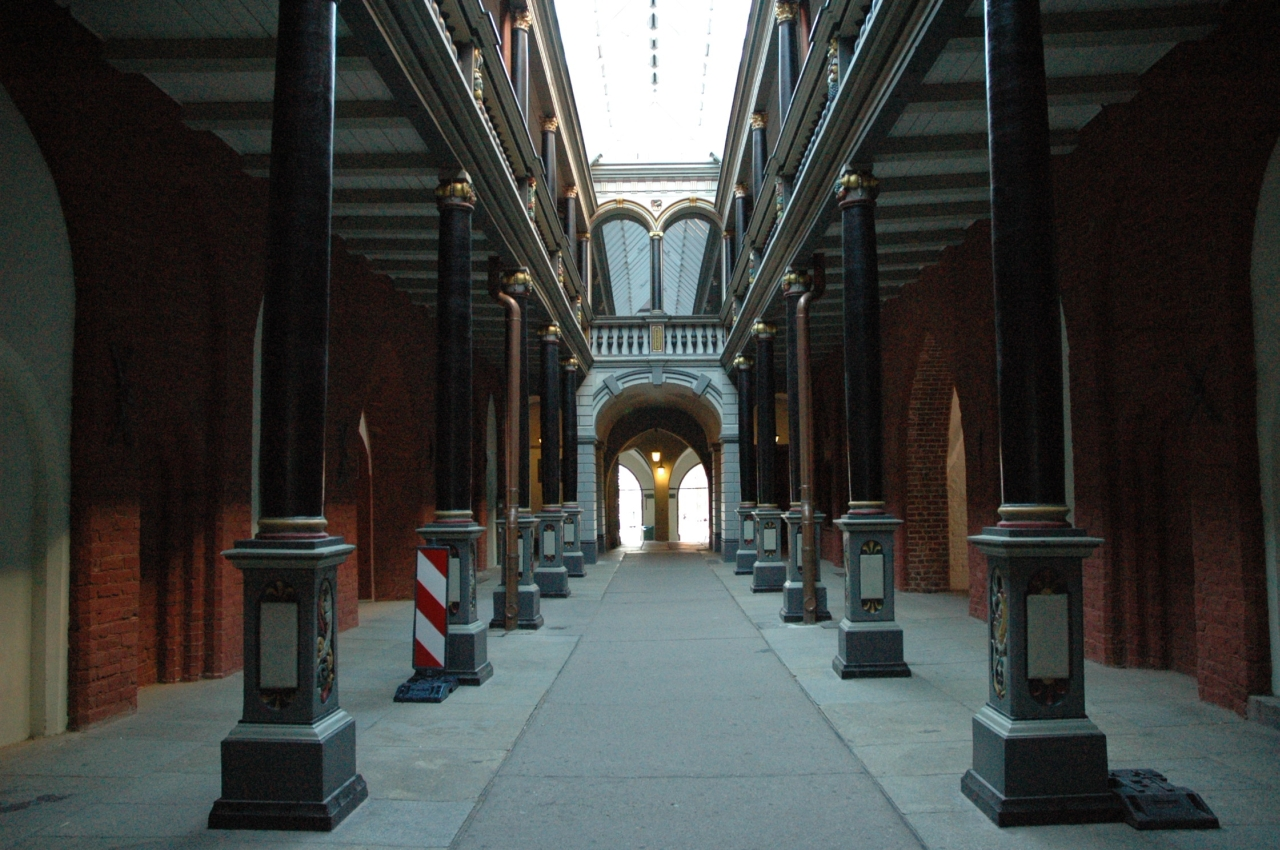
Nord-Süd-Durchgang mit Galerie

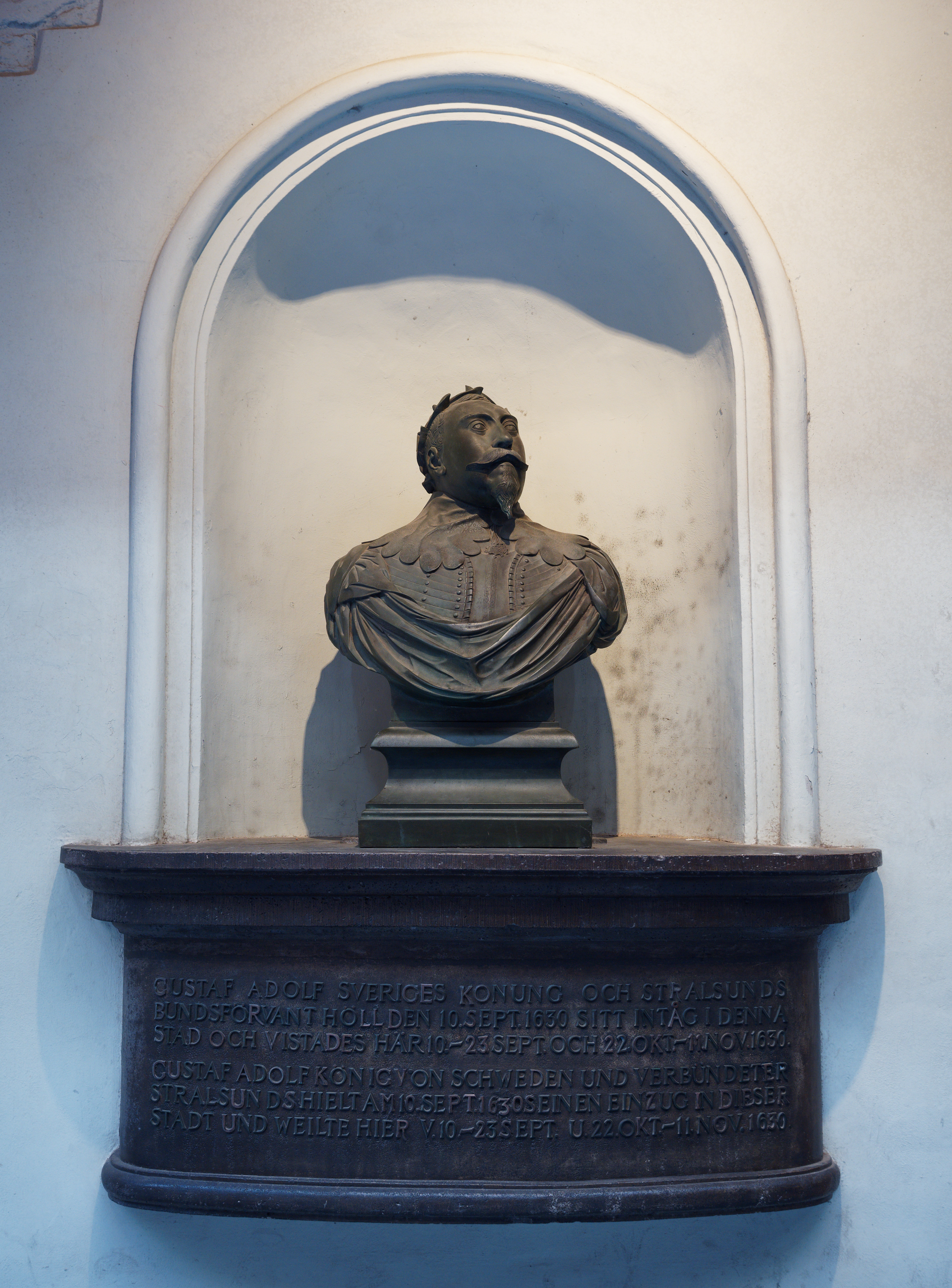
Büste Gustaf II. Adolf

Im Inneren der in sich geschlossen konzipierten, in vier Flügeln angelegten Anlage befinden sich zwei Laubenhallen sowie eine Galerie, die sich über zwei Geschosse erstreckt. Hier ist auch die Büste von Gustav II. Adolf von Schweden zu finden, ein Geschenk der Gustav Adolf Stiftung Stockholm aus dem Jahr 1930 zur Erinnerung an den Aufenthalt des schwedischen Königs in Stralsund.

## Verwendung

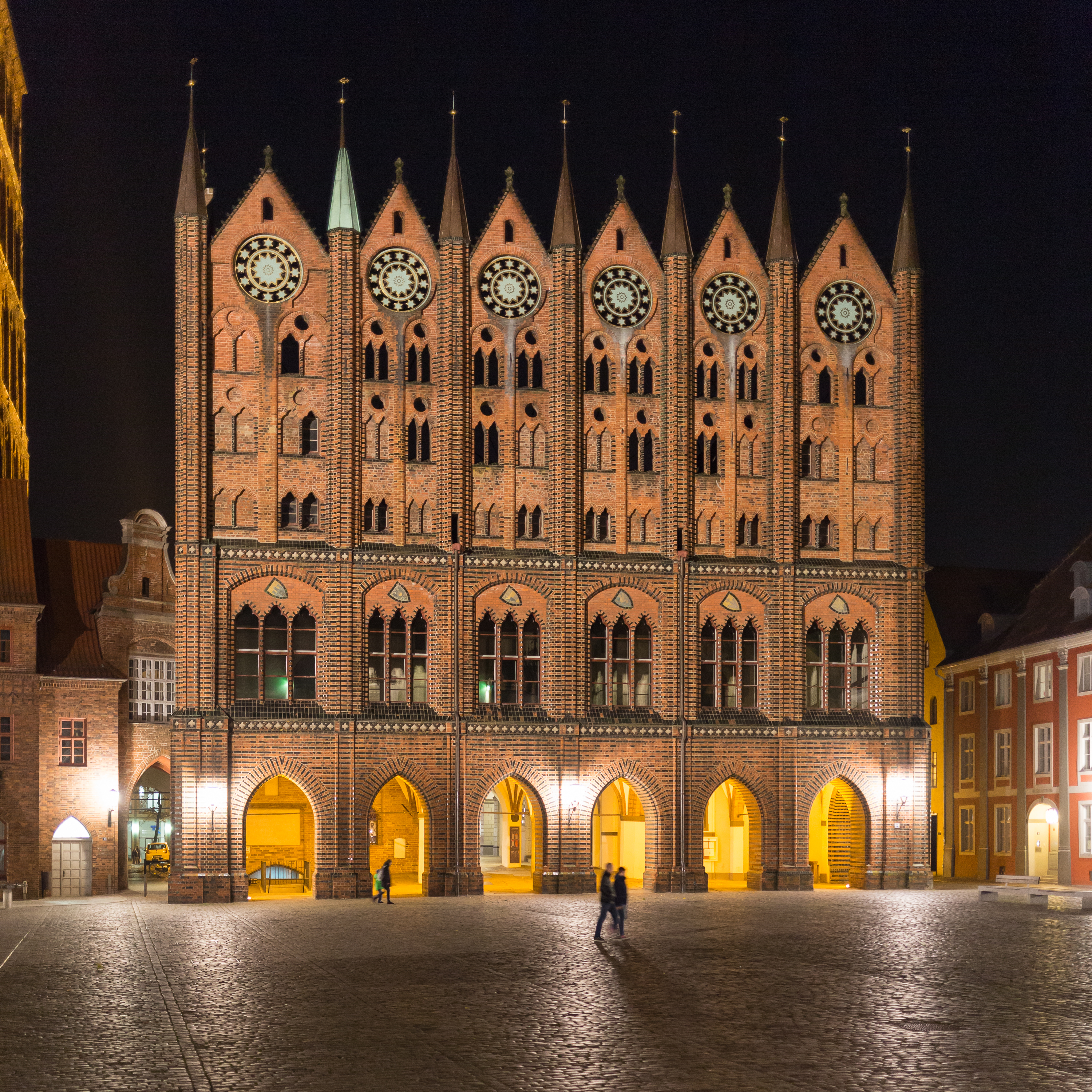
Das beleuchtete Rathaus bei Nacht

Im Stralsunder Rathaus waren der Stralsunder Stadtrat sowie einige Organe der Rechtsprechung untergebracht. Darüber hinaus diente es im Mittelalter dem Handel als Kaufhaus (niederdeutsch Kophus) und bot auch Lagermöglichkeiten im Kellergewölbe. Seit den 1990er Jahren befinden sich hier die Stadtverwaltung und die Räume der Bürgerschaft sowie das Stralsunder Standesamt.

## Auf Briefmarken
Das Rathaus ist auf einer 10-Pf-Briefmarke der Deutschen Post der DDR und auf einer 70-ct-Briefmarke der Deutschen Post AG abgebildet.